# Natternbach
Natternbach település Ausztriában, Felső-Ausztria tartományban, a Grieskircheni járásban, területe 30,9 km².

## Fekvése
Tengerszint feletti magassága 434 méter. Natternbach Sankt Aegidi, Neukirchen am Walde, Peuerbach, Steegen, Sankt Willibald, Enzenkirchen és Kopfing im Innkreis településekkel határos.

## Népesség
Lakosainak száma 2305 fő (2018. január 1.).